# Fátima Baeza
Fátima Baeza Medina (Madrid, 22 de mayo de 1973) es una actriz española.

## Trayectoria
Licenciada por la Real Escuela Superior de Arte Dramático de Madrid (RESAD), Baeza cuenta con una amplia trayectoria como actriz de teatro.
Ha realizado apariciones en varias series de televisión —Farmacia de guardia, Hermanas, El comisario—, luego se convirtió en una de las protagonistas de Hospital Central. 
Su papel en esta serie, fue el de la enfermera Esther García, interpretando desde la primera hasta la temporada 19, cuando abandonó la serie de forma definitiva.
Ha participado en varios cortos y numerosas obras de teatro y también ha aparecido como invitada en varios programas de televisión como Lo + Plus, El programa de Ana Rosa, Las mañanas de Cuatro o Pasapalabra (septiembre de 2007 y abril de 2008), entre otros.
Su pareja es el también actor Guillermo Ortega —Aquí no hay quien viva, La que se avecina—, con el que coincidió cuando ambos estudiaban interpretación en la RESAD. En 2005 trabajaron juntos en el corto Queridos reyes magos, de Tirso Calero.

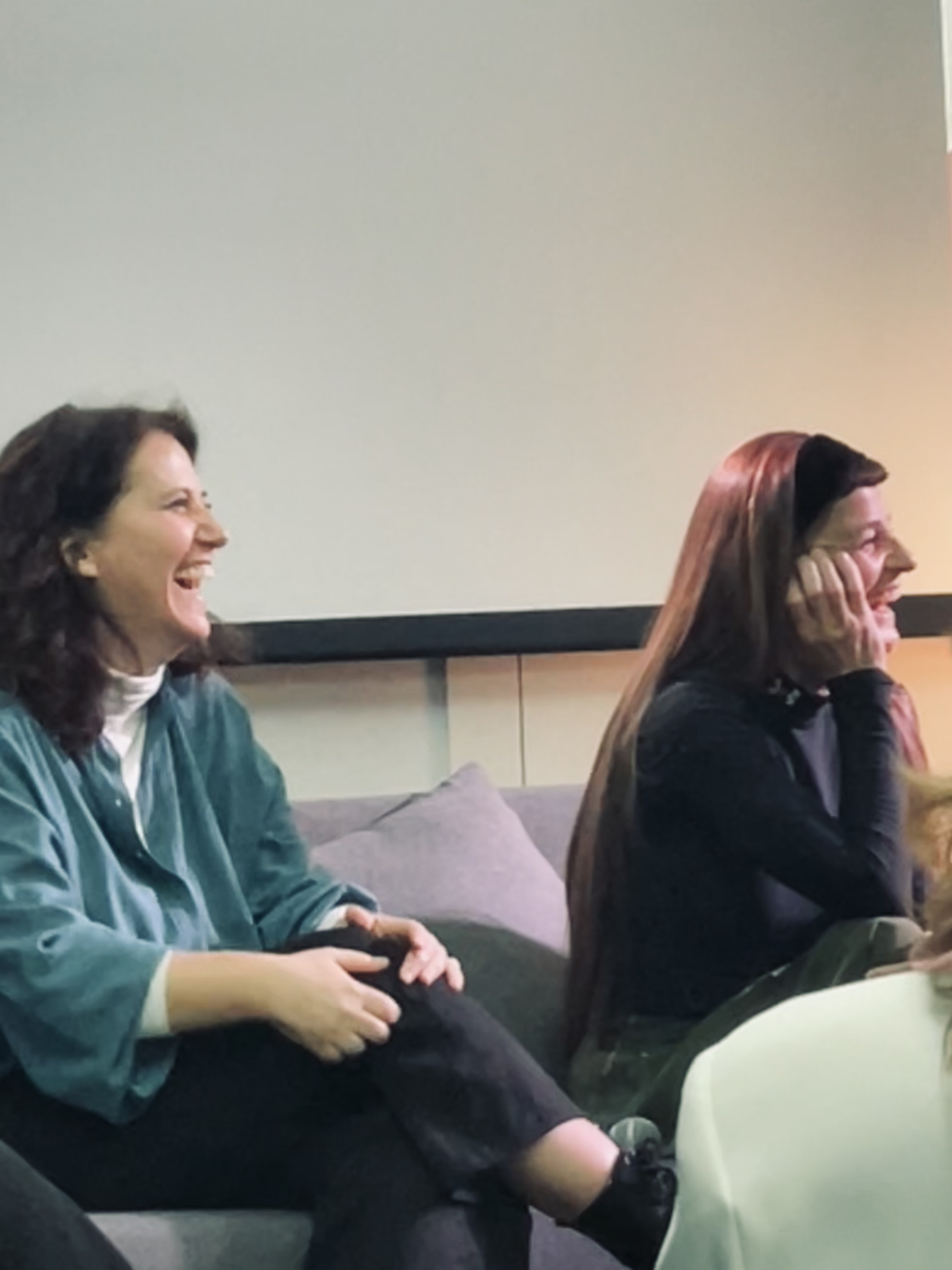
Fátima Baeza y Graziella Galán en las I Jornadas de Las Artes Circenses en España (2023)

En mayo de 2019, estrenó el espectáculo Miss Mara. Quien se reserva no es artista, una producción del Teatro Circo Price de Madrid impulsada a partir de una investigación realizada por Baeza sobre la trapecista Miss Mara, bajo la dirección de la compañía Teatro en Vilo y en la que actuó junto a la artista de circo Graziella Galán.

## Obra

### Cine

#### Largometrajes
- Las flores de Bach, de Juan Flahn.
- El amor se mueve (2007), de Mercedes Afonso.
- Maktub (2011), de Paco Arango.
- Padre no hay más que uno 4: Campanas de boda (2024), de Santiago Segura

#### Cortometrajes
- Llámame, de Eva Pérez.
- Campos de luz (2004), de María Casal.
- Lo que tú quieras oír (2005), de Guillermo Zapata.
- Queridos reyes magos (2005), de Tirso Calero.
- Emperrado (2007), de Patrick Bencomo.
- Solo palabras (2009), de Yolanda Mulero.
- Spot (2010), de Guillermo Zapata.
- Nini (2016), de David Moreno.

### Televisión
| Año         | Título                     | Personaje             | Cadena                  | Datos         |
| ----------- | -------------------------- | --------------------- | ----------------------- | ------------- |
| 1993; 1995  | Farmacia de guardia        | Mariví                | Antena 3                | 3 episodios   |
| 1998        | Hermanas                   |                       | Telecinco               | 1 episodio    |
| 1999        | El comisario               | Vendedora tienda      | Telecinco               | 1 episodio    |
| 2000 - 2011 | Hospital Central           | Esther García Paredes | Telecinco               | 263 episodios |
| 2011        | Cheers                     | Luisa                 | Telecinco               | 1 episodio    |
| 2012        | Toledo, cruce de destinos  |                       | Antena 3                | 1 episodio    |
| 2016        | El secreto de Puente Viejo | Yolanda de Mella      | Antena 3                | 17 episodios  |
| 2016        | La sonata del silencio     | Rosa                  | La 1                    | 2 episodios   |
| 2017        | Centro médico              |                       | La 1                    | 1 episodio    |
| 2017        | Apaches                    | Mujer de Genaro       | Antena 3                | 1 episodio    |
| 2017        | La zona                    | Carmen                | Movistar Plus+          | 2 episodios   |
| 2020        | Desaparecidos              | Elena Gutiérrez       | Prime Video / Telecinco | 1 episodio    |
| 2020        | Servir y proteger          | Carmen Gómez          | La 1                    | 4 episodios   |
| 2020        | Madres. Amor y vida        | Charo                 | Prime Video / Telecinco | 5 episodios   |
| 2020        | 30 monedas                 | Madre de Vergara      | HBO España              | 1 episodio    |
| 2021        | Vida perfecta              | Profesora             | Movistar Plus+          | 2 episodios   |
| 2021        | HIT                        | Sonsoles              | La 1                    | 3 episodios   |
| 2022        | Heridas                    | Carmen                | Antena 3                | 4 episodios   |
| 2023        | Mía es la venganza         | Elena del Pino        | Telecinco               | 15 episodios  |

### Teatro
- Miss Mara. Quien se reserva no es artista. Directoras: Teatro en Vilo. 2019
- La Cocina, de Sergio Peris-Mencheta. Compañía Barco Pirata. 2016
- El excluido, de Sergio Peris-Mencheta. Compañía Barco Pirata. 2013-2014
- Exit, de Anna Allen. Microteatro por Dinero 2013
- Internautas, de Antonio M. Mesa. Compañía Torrijas de cerdo. 1999
- El diario del sol rojo, de Yolanda Pallin. Teatro del Paso. 1999
- Fausto de Goethe. Director: Gotz Loepelmann. Teatro de la Abadía. 1997
- Torrijas de cerdo. Director: Antonio Muñoz de Mesa. Compañía Torrijas de cerdo.
- La función Delta. Directora: Raquel Toledo.
- La operación de fuego y nácar. Director: Els Comediants.
- Amor de Don Perlimplín con Belisa en su jardín. Director: Antonio Florian.
- La Celestina. Teatro Guirigay.
- Marat-Sade de Peter Weiss. Director: Antonio Malonda. 1993
- La tinaja de Luigi Pirandello. Director: Jesús Salgado.
- La cabeza del dragón de Ramón María del Valle Inclán. Director: Jesús Salgado.
- La función Delta. Directora: Raquel Toledo.
- Saltanubes. Directora: Olga Margallo.
- Almada. Directora: Eva Hivernia.

## Premios
- 2004 - Premios Gayo 2004
- 2005 - 5.ª edición de los Premios Shangay TV
- 2005 - Premio Mostra Lambda
- 2005 - Premio Lesgaicinemad
- 2008 - 8.ª edición de los Premios Shangay TV